# Ageratum anisochroma
Ageratum anisochroma là một loài thực vật có hoa trong họ Cúc. Loài này được (Klatt) R.M.King & H.Rob. mô tả khoa học đầu tiên.